# Steve Hawley
 (juillet 2025).
Pour les articles homonymes, voir Hawley.
Ne doit pas être confondu avec Steven A. Hawley.
Steve Hawley, né en 1952, est un artiste britannique qui travaille dans l'art vidéo et le cinéma depuis les années 1980.
Il a été professeur d'art et de médias à la Manchester School of Art jusqu'en 2017, date à laquelle il est devenu professeur émérite.